# بمباران راهبردی

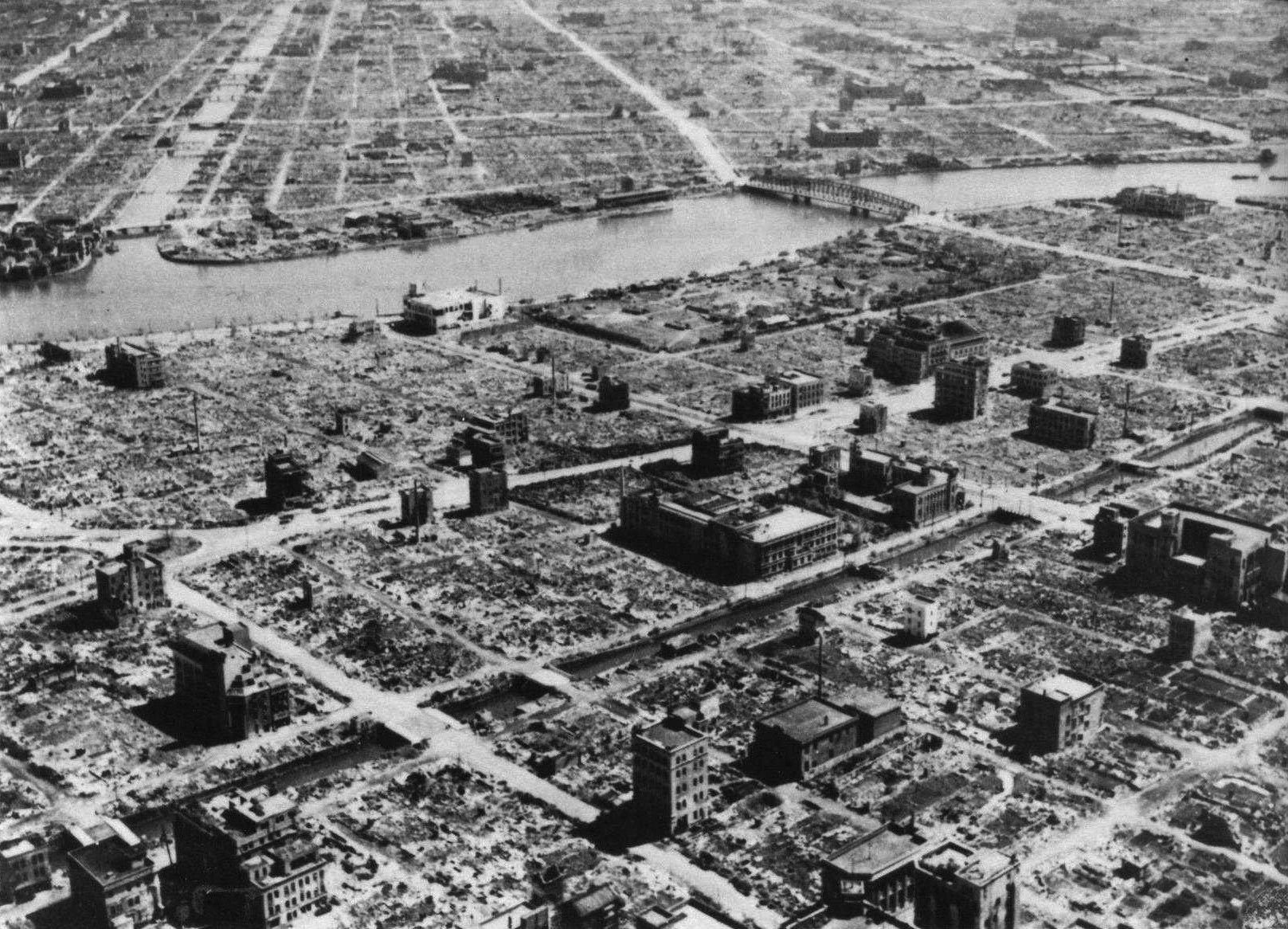
توکیو بعد از بمباران گسترده دهم مارس ۱۹۴۵

بمباران راهبردی یا بمباران استراتژیک نوعی راهبرد نظامی است که در جنگهای تمام عیار با هدف شکست دادن کشور دشمن به‌وسیله از بین بردن توانایی اقتصادی و اراده مردم آن برای جنگ گرفته می‌شود. در این نوع بمباران با استفاده از بمب‌افکن‌های استراتژیک، موشک‌های دوربرد یا میان‌برد یا جنگنده بمب افکن‌های مجهز به سلاح اتمی به اهدافی که برای ظرفیت جنگی دشمن حیاتی هستند، حمله می‌شود.

## شیوه‌های مورد استفاده
در بمباران استراتژیک سه نوع شیوه اصلی برای انتقال مهمات به منطقه هدف وجود دارد: اول پرتاب بمب‌های هدایت‌نشونده به تعداد زیاد توسط بمب‌افکن‌های استراتژیک. دوم استفاده از مهمات دقیق‌تر، بمب‌های هدایت شونده دقیق (یا بمب‌های هوشمند). موشک‌های کروز در این دسته قرار می‌گیرند؛ هرچند، این موشک‌ها همیشه از هوا شلیک نمی‌شوند. روش سوم ایجاد تخریب گسترده در میدان جنگ یا یک هدف استراتژیک است.